# Clara Perra

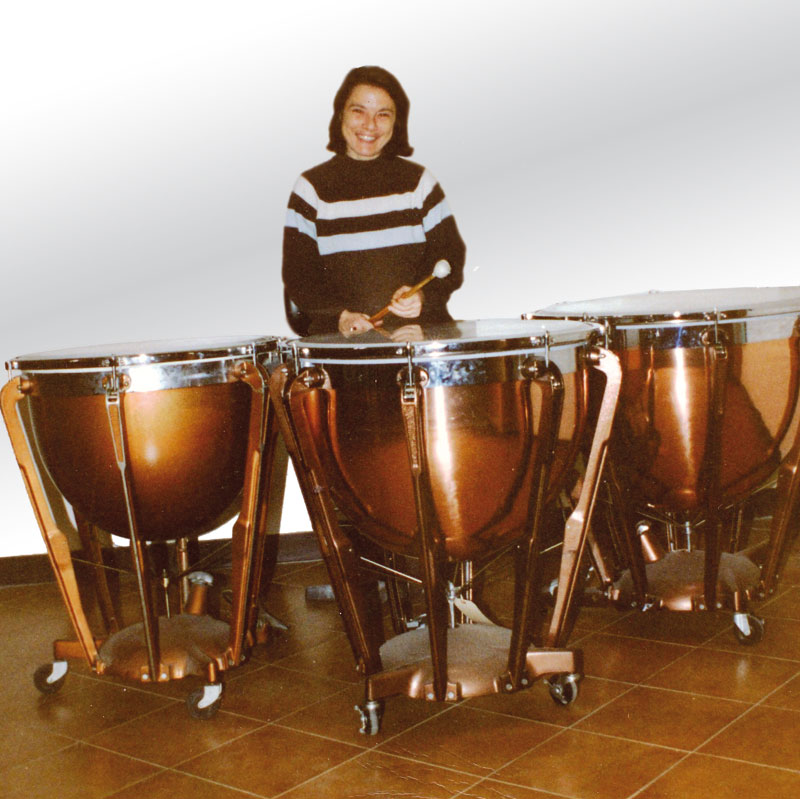
Clara Perra quando era timpanista dell'orchestra "Franco Ferrara"

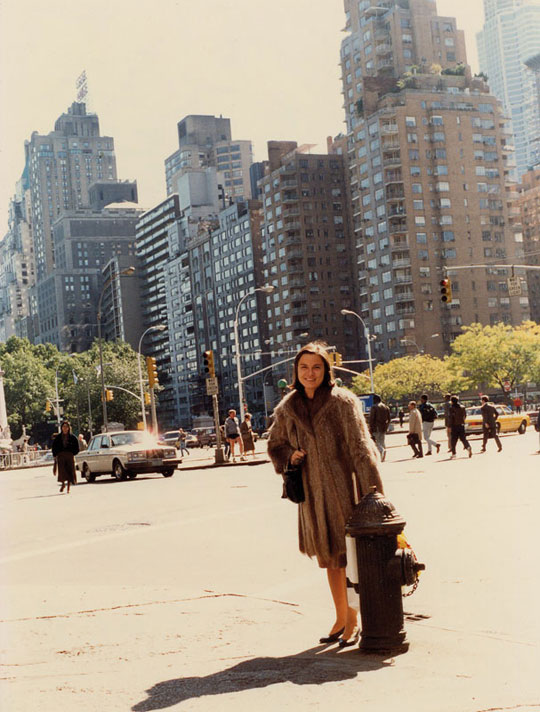
Clara Perra a New York per l'Italy on stage festival

Clara Perra (Napoli, novembre 1954 – Roseto degli Abruzzi, agosto 2015) è stata una percussionista e didatta italiana.

## Biografia
Talento precoce, ha iniziato lo studio del pianoforte a sei anni.
Dopo aver ascoltato un concerto di strumenti a percussione, come da lei stessa dichiarato in un'intervista, resta “folgorata dal virus del rataplan”, lascia l'università e si iscrive al conservatorio.
In breve tempo si diploma in percussioni e pianoforte e inizia anche lo studio della composizione con il M° Aladino Di Martino; direttore del Conservatorio “San Pietro a Majella” di Napoli. 
Negli anni 70 era la sola donna italiana a tenere concerti di strumenti a percussione e a insegnare gli stessi strumenti nei conservatori di musica.
Nel 1984 è stata l'unica percussionista italiana a far parte dell’Orchestra Europea dei Giovani del Mediterraneo, formazione con la quale si è esibita nelle principali capitali europee. 

Ha vinto quattro audizioni nazionali e un concorso internazionale, presso l’Orchestra del Teatro San Carlo di Napoli, e ha suonato in questa orchestra per oltre un decennio con solisti e direttori d'orchestra di fama mondiale.

Prima di completare gli studi musicali aveva già fatto parte dell’Orchestra giovanile Franco Ferrara, della Scarlatti RAI, dell’orchestra jazz-sinfonica Italian Synphony Orchestra e dei solisti dell’Ensemble Tempo di percussione, formazione con la quale si esibiva sia in tournée sia nelle stagioni concertistiche del Teatro di San Carlo. Ha suonato all'Italy on stage festival di New York, con l'attrice greca Irene Papas, ha diretto vari gruppi di percussionisti e partecipato a numerose incisioni di musica contemporanea e sperimentale eseguendo, tra l'altro, la parte di percussioni e pianoforte preparato di “Amores”, di J. Cage, in prima assoluta per Napoli
All’attività di solista ha sempre affiancato quella di docente e, dopo aver insegnato nei conservatori di Benevento, Foggia, Potenza e Salerno, in ottemperanza alla legge che vietava l’insegnamento a chi suonava in orchestra, nel 1991 fu costretta ope legis a lasciare l’orchestra del Teatro di San Carlo, per mantenere il ruolo di docente.
È stata titolare di cattedra presso il Conservatorio “A. Casella” di L'Aquila e, successivamente, presso il Conservatorio “Luisa D’Annunzio” di Pescara.
Clara Perra, nel tempo libero, faceva volontariato con l'Avis (Associazioni Volontari Italiani Sangue) e con la C. R. I.

### Malore e morte
Portata in ospedale dai suoi stessi colleghi, per un leggero malore, fu tenuta per lungo tempo in osservazione. Ma solo quando i sintomi di una encefalite si manifestarono in tutta la loro virulenza, fu trasferita in una struttura ospedaliera più idonea.
Dopo il decesso, e la conseguente autopsia, fu allestita la camera ardente presso la Croce Rossa di Roseto degli Abruzzi. E solo quando cominciarono ad arrivare messaggi di cordoglio da molti personaggi del mondo della musica e dello spettacolo i colleghi seppero, con grande meraviglia, della sua attività.

## Pubblicazioni
La musica tra ritmo e creatività - volume I - il sistema di batteria jazz (Edizioni Curci);

La musica tra ritmo e creatività - volume II - Musica e Musik (Edizioni Curci);

Il braccio del tempo - dal ritmo visivo alla poliritmia (Edizioni Simeoli);

I classici per strumenti a percussione - trascrizioni (Edizioni Cembalo)

## Premi e riconoscimenti
- Vincitrice concorso internazionale presso l'orchestra dell'E. A. Teatro di San Carlo (1978);
- Targa di ringraziamento dal Ministero della P. I Conservatorio di Vibo Valentia (aprile 2000);
- Targa concerto “Folclore musicale nel mondo” (maggio 1978).